# Emil Reif
Emil Hoffmann Reif, známý jako Magisk (* 5. března 1998), je dánský profesionální hráč počítačové hry Counter-Strike: Global Offensive. Od roku 2022 působí v týmu Team Vitality. V roce 2019 se v každoročním žebříčku fóra HLTV umístil jako 5. nejlepší hráč na světě.

## Kariéra

### 2015–2016
Magisk začal svou kariéru v dánských týmech nižší úrovně, než se připojil k týmu SK Gaming. Tento tým však nebyl příliš úspěšný, a proto Magisk tento tým opustil. Magisk nakonec přestoupil do Dignitas, kde nahradil Jespera „TENZKI“ Plougmanna. Tým zaznamenal mírný úspěch, který vyvrcholil vítězstvím na soutěži EPICENTER 2016. Magisk na této akci vyhrál EVP a skončil v žebříčku 20 nejlepších hráčů roku, kde byl nominován na 14. místo.

### 2017
Na začátku roku 2017 podepsal tým Dignitas smlouvu s FC Kodaň, čímž došlo k založení nového týmu North. V červenci 2017 se North rozhodl nahradit Magiska Valdemarem „valde“ Vangsou. Magisk se připojil k nově založenému týmu OpTic Gaming.

### 2018–2019
OpTicu se příliš nedařilo, a proto na začátku ledna 2018 podepsal smlouvu s týmem Astralis. Navzdory otázkám ohledně podpisu smlouvy se prokázalo, že Magisk je hráčem, kterého Astralis potřebují k úspěchu. Tým Astralis v roce 2018 a na začátku roku 2019 vyhrál 12 soutěží, včetně 2 Majorů a Intel Grand Slamu, a po tomto úspěchu mnoho lidí označilo Astralis za nejlepší CS:GO tým všech dob. Pro Magiska, který byl 3. nejlepším hráčem Astralis, byl rok 2018 dalším velmi dobrým individuálním rokem a získal 7. místo v každoročním žebříčku HLTV. Na majoru IEM Katowice 2019 se stal MVP.

### 2021
V prosinci 2021 opustil Astralis spolu s Peterem „dupreeh“ Rasmussenem a trenérem Dannym „zonic“ Sørensenem.

### 2022
Dne 5. ledna 2022 podepsal smlouvu s týmem Vitality.

## Ocenění
- Byl zvolen jako 14. nejlepší hráč roku 2016 serverem HLTV.[18]
- Byl zvolen jako 7. nejlepší hráč roku 2018 serverem HLTV.[14]
- Byl zvolen jako 5. nejlepší hráč roku 2019 serverem HLTV.[1]
- Byl zvolen jako 11. nejlepší hráč roku 2020 serverem HLTV.[19]
- Obdržel 2 ocenění MVP.[2]